# ألوين بار
ألوين بار (بالإنجليزية: Alwyn Barr)‏ هو مؤرخ أمريكي، ولد في 18 يناير 1938.